# Морська охорона Азербайджану
Морська охорона Азербайджану — підрозділ Державної прикордонної служби Азербайджану, який виконує функції ДПС у водах Каспійського басейну.
Берегова охорона Азербайджанської Республіки була створена в 2005 році в результаті співпраці Азербайджану, США, Казахстану.

## Завдання

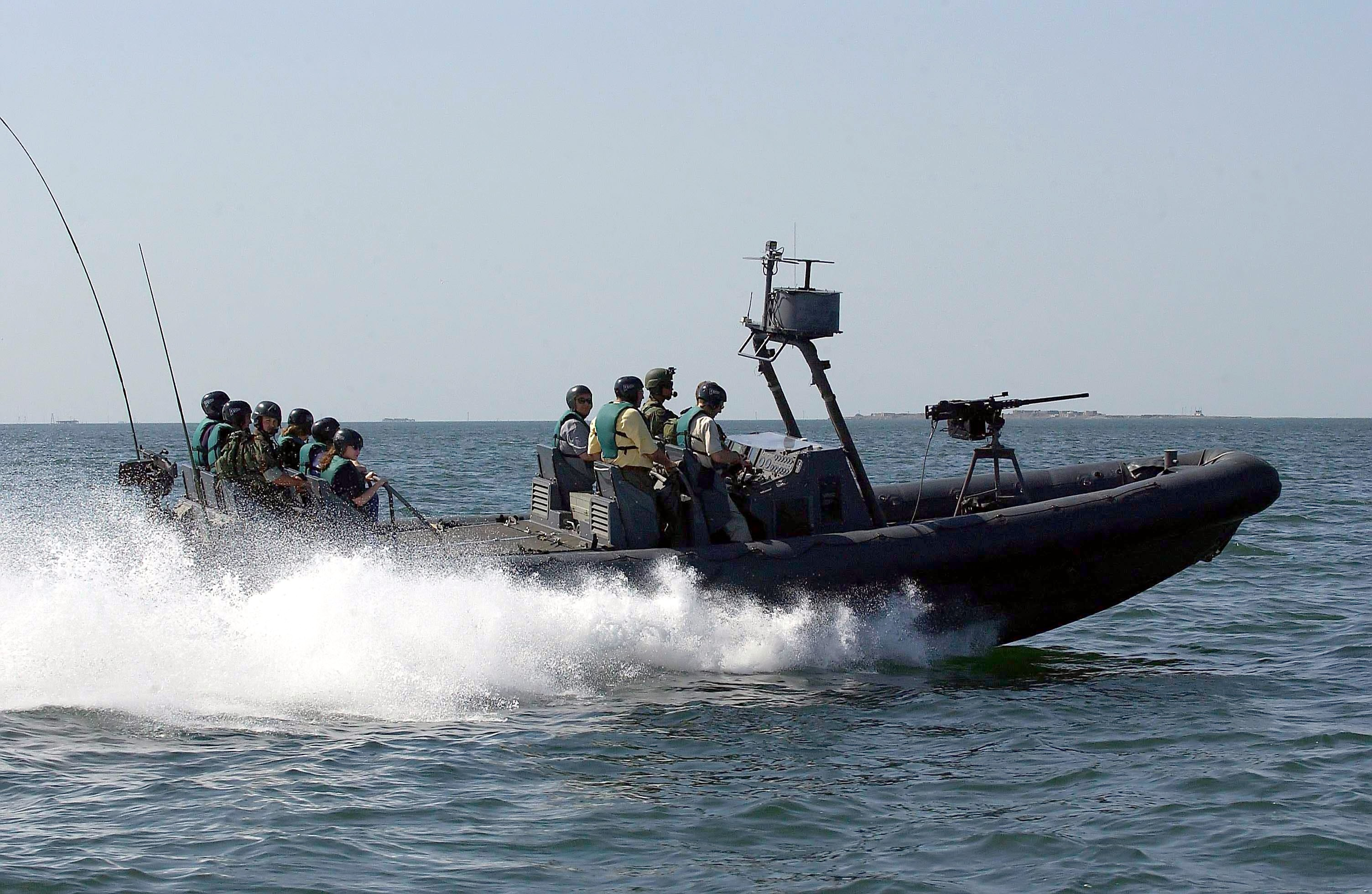
Прогулянка учасників конференції від ВМС США на надувному катері морської охорони Азербайджану.
Баку, Азербайджан, 9 червня 2004 року

Завдання морської охорони Азербайджану полягає в захисті державного кордону й довкілля, а також у забезпеченні економічних інтересів країни в Каспійському морі. Морська охорона Азербайджану залучена до здійснення морського права, допомогу морякам, пошукові й рятувальні роботи.

## Прапори

Прапор Верховного Головнокомандувача Азербайджану.
Прапор начальника Державної прикордонної служби - командувача прикордонних військ.
Прапор начальника Генерального штабу Прикордонних військ.
Прапор Командира групи суден.
Вимпель Командира прикордонних патрульних кораблів.
Вимпель прикордонних патрульних кораблів.